# Amphoe Si Somdet
Amphoe Si Somdet (Thai: อำเภอ ศรีสมเด็จ) ist ein Landkreis (Amphoe – Verwaltungs-Distrikt) in der Provinz Roi Et. Die Provinz Roi Et liegt in der Nordostregion von Thailand, dem so genannten Isan.

## Geographie
Amphoe Si Somdet grenzt an die folgenden Landkreise (von Norden im Uhrzeigersinn): an die Amphoe Mueang Roi Et und Chaturaphak Phiman in der Provinz Roi Et, sowie an die Amphoe Wapi Pathum, Kae Dam und Mueang Maha Sarakham der Provinz Maha Sarakham.

## Geschichte
Si Somdet wurde am 1. April 1987 zunächst als „Zweigkreis“ (King Amphoe) eingerichtet, indem die fünf Tambon Pho Thong, Si Somdet, Mueang Plueai, Nong Yai und Suan Chik vom Amphoe Mueang Roi Et abgetrennt wurden.
Am 4. Juli 1994 wurde er zum Amphoe heraufgestuft.

## Verwaltungseinheiten

### Provinzverwaltung
Der Landkreis Si Somdet ist in acht Tambon („Unterbezirke“ oder „Gemeinden“) eingeteilt, die sich weiter in 82 Muban („Dörfer“) unterteilen.
| Nr. | Name              | Thai       | Muban | Einw. |
| --- | ----------------- | ---------- | ----- | ----- |
| 1.  | Pho Thong         | โพธิ์ทอง     | 07    | 2.832 |
| 2.  | Si Somdet         | ศรีสมเด็จ    | 13    | 6.031 |
| 3.  | Mueang Plueai     | เมืองเปลือย  | 08    | 3.066 |
| 4.  | Nong Yai          | หนองใหญ่    | 10    | 3.930 |
| 5.  | Suan Chik         | สวนจิก      | 14    | 5.445 |
| 6.  | Phosai            | โพธิ์สัย      | 10    | 7.713 |
| 7.  | Nong Waeng Khuang | หนองแวงควง | 12    | 4.926 |
| 8.  | Ban Bak           | บ้านบาก     | 08    | 2.806 |

### Lokalverwaltung
Es gibt drei Kommunen mit „Kleinstadt“-Status (Thesaban Tambon) im Landkreis:
- Pho Thong (Thai: เทศบาลตำบลโพธิ์ทอง) bestehend aus dem kompletten Tambon Pho Thong.
- Si Somdet (Thai: เทศบาลตำบลศรีสมเด็จ) bestehend aus dem kompletten Tambon Si Somdet.
- Ban Bak (Thai: เทศบาลตำบลบ้านบาก) bestehend aus dem kompletten Tambon Ban Bak.

Außerdem gibt es fünf „Tambon-Verwaltungsorganisationen“ (องค์การบริหารส่วนตำบล – Tambon Administrative Organizations, TAO):
- Mueang Plueai (Thai: องค์การบริหารส่วนตำบลเมืองเปลือย) bestehend aus dem kompletten Tambon Mueang Plueai.
- Nong Yai (Thai: องค์การบริหารส่วนตำบลหนองใหญ่) bestehend aus dem kompletten Tambon Nong Yai.
- Suan Chik (Thai: องค์การบริหารส่วนตำบลสวนจิก) bestehend aus dem kompletten Tambon Suan Chik.
- Phosai (Thai: องค์การบริหารส่วนตำบลโพธิ์สัย) bestehend aus dem kompletten Tambon Phosai.
- Nong Waeng Khuang (Thai: องค์การบริหารส่วนตำบลหนองแวงควง) bestehend aus dem kompletten Tambon Nong Waeng Khuang.